# テュービンゲン行政管区
テュービンゲン行政管区、またはテュービンゲン県（テュービンゲンぎょうせいかんく、テュービンゲンけん、標準ドイツ語：Regierungsbezirk Tübingen, アレマン語：Regierigsbezirk Diibenga）は、ドイツ連邦共和国のバーデン＝ヴュルテンベルク州を構成する行政管区の一つ。
バーデン＝ヴュルテンベルク州は4つの行政管区に区分されている。その中で、州の南東部に位置するのがテュービンゲン行政管区である。この行政管区がさらに地域連合として3つに分けられている（ボーデンゼー・オーバーシュヴァーベン地域連合、ドナウ・イラー地域連合、ネッカー・アルプ地域連合など）。

## 主要都市
テュービンゲン行政管区を構成する郡は以下の通り。
1. アルプ＝ドナウ郡（Alb-Donau-Kreis）
2. ビーベラッハ郡（Landkreis Biberach）
3. ボーデンゼー郡（Bodenseekreis）
4. ラーフェンスブルク郡（Landkreis Ravensburg）
5. ロイトリンゲン郡（Landkreis Reutlingen）
6. ジグマリンゲン郡（Landkreis Sigmaringen）
7. テュービンゲン郡（Landkreis Tübingen）
8. ツォレルンアルプ郡（Zollernalbkreis）

また、行政管区内の独立市は以下の通り。
1. ウルム（Ulm）

## 観光地
- ホーエンツォレルン城